# Кривая Пашена
Кривая Пашена — графическое изображение зависимости напряжения пробоя от произведения давления газа и расстояния между электродами.

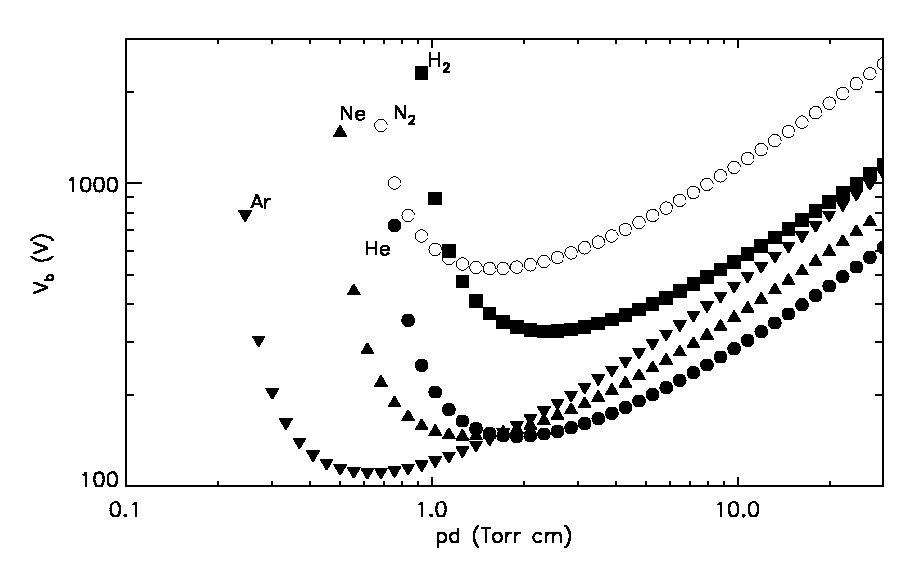
Экспериментальные кривые Пашена для гелия, неона, аргона, водорода и азота

Фридрихом Пашеном было обнаружено, что напряжение пробоя описывается уравнением
{\displaystyle U={\frac {a(pd)}{\ln(pd)+b}}\ }.
где:
{\displaystyle U} — напряжение пробоя в вольтах,
{\displaystyle p} — давление,
{\displaystyle d} — расстояние между плоскими электродами.
Постоянные {\displaystyle a} и {\displaystyle b} зависят от состава газа. Для воздуха при атмосферном давлении 760 мм рт. ст., {\displaystyle a=43{,}6\centerdot 10^{6}} и {\displaystyle b=12{,}8}, где {\displaystyle p} давление в атмосферах и {\displaystyle d} — расстояние между электродами в метрах.
График этого уравнения называется кривой Пашена. При дифференцировании его по {\displaystyle pd} и приравнивании производной к нулю, можно получить минимальное напряжение пробоя
{\displaystyle pd=e^{1-b}}
и сделать вывод о наличии минимального напряжения пробоя при {\displaystyle pd=7{,}5\centerdot 10^{-6}}. Это 327 вольт в воздухе при атмосферном давлении и расстоянии между электродами 7,5 микрометров.
Состав газа влияет и на минимальное значение напряжения пробоя, и на расстояние между электродами, при котором этот пробой может случиться. Для аргона минимальное напряжение пробоя равно 137 вольт при расстоянии больше 12 мкм. Для диоксида серы минимальное напряжение пробоя равно 457 вольт уже при расстоянии 4,4 мкм.
Для воздуха в стандартных условиях напряжённость электрического поля, необходимая для существования электрической дуги при минимальном напряжении, значительно больше, чем нужно для дуги при расстоянии между электродами в 1 м. При расстоянии 7,5 мкм, необходимо поле 43 мегавольт на метр, а при расстоянии 1 метр необходимо только 3,4 мегавольт на метр, что меньше почти в 13 раз. Это явление хорошо подтверждается экспериментально и известно как минимум Пашена. Уравнение Пашена не работает при расстояниях между электродами меньше нескольких микрометров в воздухе при давлении 1 атмосфера и неправильно предсказывает бесконечно большое напряжение электрической дуги при расстоянии около 2,7 мкм.
Ранние эксперименты с вакуумом обнаружили достаточно удивительное поведение. Появление дуги происходит довольно нерегулярно и на протяжении достаточно большого диапазона, а не при минимальном расстоянии между электродами. Например, при давлении 1 мм рт. ст., расстояние между электродами для минимального напряжения пробоя составляет 5,7 мм. Напряжение, необходимое для появления дуги при этом расстоянии, равняется 327 вольт, что меньше напряжения при расстоянии больше и меньше 5,7 мм. При расстоянии 2,85 мм требуемое напряжение составляет 533 вольт, что почти в два раза больше. Если приложить напряжение в 500 Вольт, этого будет недостаточно для получения электрической дуги при расстоянии 2,85 мм, однако подойдет для дистанции в 5,7 мм.